# Thronname
Der Thronname (auch Nesut-biti-Name) war seit der 4. Dynastie der wichtigste Name der altägyptischen Könige (Pharaonen) im Königstitular und wurde von Neferirkare (5. Dynastie) in dieser Form als zweite Kartusche dem Eigennamen (Geburtsnamen) hinzugefügt. Es handelte sich dabei wohl ursprünglich um zwei Epitheta, die erstmals unter dem König Den (1. Dynastie) belegt sind. Der Bezug zu den beiden Landeshälften Ober- und Unterägypten war dabei zunächst nur von sekundärer Bedeutung.
Die Könige bekamen diesen Namen im  Gottesschatten (Seh-netjer) anlässlich der Krönung verliehen. Vom Zeitpunkt der Thronbesteigung als designierter Nachfolger des verstorbenen Königs bis zur Krönung hatte noch der Eigenname Gültigkeit.

## Geschichtliche Entwicklung der Schreibweise
| M23 | X1 · N35 |

| M23 | X1 · N35 |

| L2 · X1 |

| L2 · X1 |

| M23 · X1 | L2 · X1 |

| M23 · X1 | L2 · X1 |

| G16 |

| G16 |

| X1 |

| X1 |

| bit · t | xtm |

| bit · t | xtm |

| M23 · X1 | L2 · X1 |

| M23 · X1 | L2 · X1 |

| N5 · O29 |

| L1 |

| N35 |

| N5 · O29 |

| L1 |

| N35 |

| M23 · X1 | L2 · X1 |

| M23 · X1 | L2 · X1 |

| N5 · O29 |

| L1 |

| N35 |

| N5 · O29 |

| L1 |

| N35 |

| N5 |

| N5 |

Der Titel „Nesut-biti“ oder auch „Nisut-biti“ ist eine Zusammensetzung aus den zwei jeweils eigenen Titeln nesut / nisut und biti. (S. rechts.) Bereits in der Frühzeit und auch im Alten Reich war der Titel nesut-biti mit dem Nebtinamen (die beiden Herrinnen) verbunden und stand davor. In ihrer dualischen Form passten beide Doppeltitel sehr gut zusammen.
Der Doppeltitel nesut-biti ist seit Den (1. Dynastie) belegt und seitdem in der Schreibung unverändert geblieben: Das Bild einer Pflanze (swt – sut) und einer Biene (bjt – bit). Unter beiden befindet sich jeweils das Zeichen „T“, das archaisch tj gelesen wird.
Die Schreibung nesut (König [von Oberägypten]) ist seit dem Alten Reich belegt und wurde anfänglich als swtn gelesen. Kurt Sethe deutete diese Schreibung als nj-swt, in der Übersetzung dann als „zur Sut-Pflanze gehörig“. Es handelt sich demnach um ein Synonym zur älteren Form swtj („Der der Sut-Pflanze“). N(j)swt wurde für die Bezeichnung des Königs selbst verwendet, allerdings nicht als Titel, der vor dem Königsnamen steht. Die hieroglyphische Schreibung wurde niemals verändert, jedoch offenbar die Aussprache des Titels. Eine ähnliche Entwicklung ist beim Titel biti – „König [von Unterägypten]“ – nicht zu erkennen. Er hat sich nur in sehr alten Beamtentiteln, wie beispielsweise ḫtm.tj-bjtj („Siegler des Königs“), erhalten oder in den Bezeichnungen urzeitlicher und mythischer Könige.
Als in der 5. Dynastie die Verehrung des Sonnengottes einen Höhepunkt erreichte, erfolgte unter Neferirkare das Hinzufügen beziehungsweise Annehmen eines weiteren Namens, sofern der Eigenname (Geburtsname) nicht den Namen Re enthielt. Dieser neue Name, den die Ägyptologen als Thronnamen bezeichnen, wurde in einer Kartusche geschrieben, vor der die Symbole der „Beiden Länder“ (Ober- und Unterägypten), Biene und Binse als Hinweis auf die Herrschaft über das vereinigte Reich stehen. Die Könige der 5. Dynastie unterdrückten häufig ihren ursprünglichen Namen durch den Thronnamen.
Von der 18. bis zur 25. Dynastie und ab der 29. Dynastie bis in die römische Zeit wurden die Thronnamen durch sogenannte Beiwörter (Epitheta) erweitert. So kann zum Beispiel der Thronname von Thutmosis III. nicht nur Men-cheper-Re („Bleibend/Dauernd sind die Erscheinungen des Re“), sondern mit einem Beiwort in einer Variante auch Men-cheper-Re meri-en-Re lauten („Bleibend/Dauernd sind die Erscheinungen des Re, geliebt von Re“).
Gewöhnliche Texte nennen meist nur den Thronnamen, wohingegen alle Namen des Königs in sehr feierlichen Inschriften stehen.

## Lesung und Übersetzung
Nach Rainer Hannig werden neben der Lesung Nesu-biti (Nsw-bjtj) noch die Lesungen nesu-bit (nsw-bjt), nesut-bit (nswt-bjt), nisut-bit (njswt-bjt) und nisut-biti (njswt-bjtj) als Referenz verwendet. Für das Neue Reich ist die keilschriftschritliche Wiedergabe von insibija bezeugt.
Die Übersetzung mit „König von Ober- und Unterägypten“ ist also nicht wortwörtlich, sondern gibt lediglich den Sinn der Bezeichnung wieder, da die eigentliche Bedeutung unbekannt ist. Weitere verwendete Möglichkeiten sind: „Der von der Binse, der von der Biene“ und vorwiegend „zur Sut-Pflanze und Biene gehörig“.
Die Sonnenscheibe, die für die Gottheit Re steht, findet sich in sehr vielen Königskartuschen. Sie steht dann immer am Anfang, ist jedoch stets am Schluss zu lesen.